# ゲツセマネの祈り

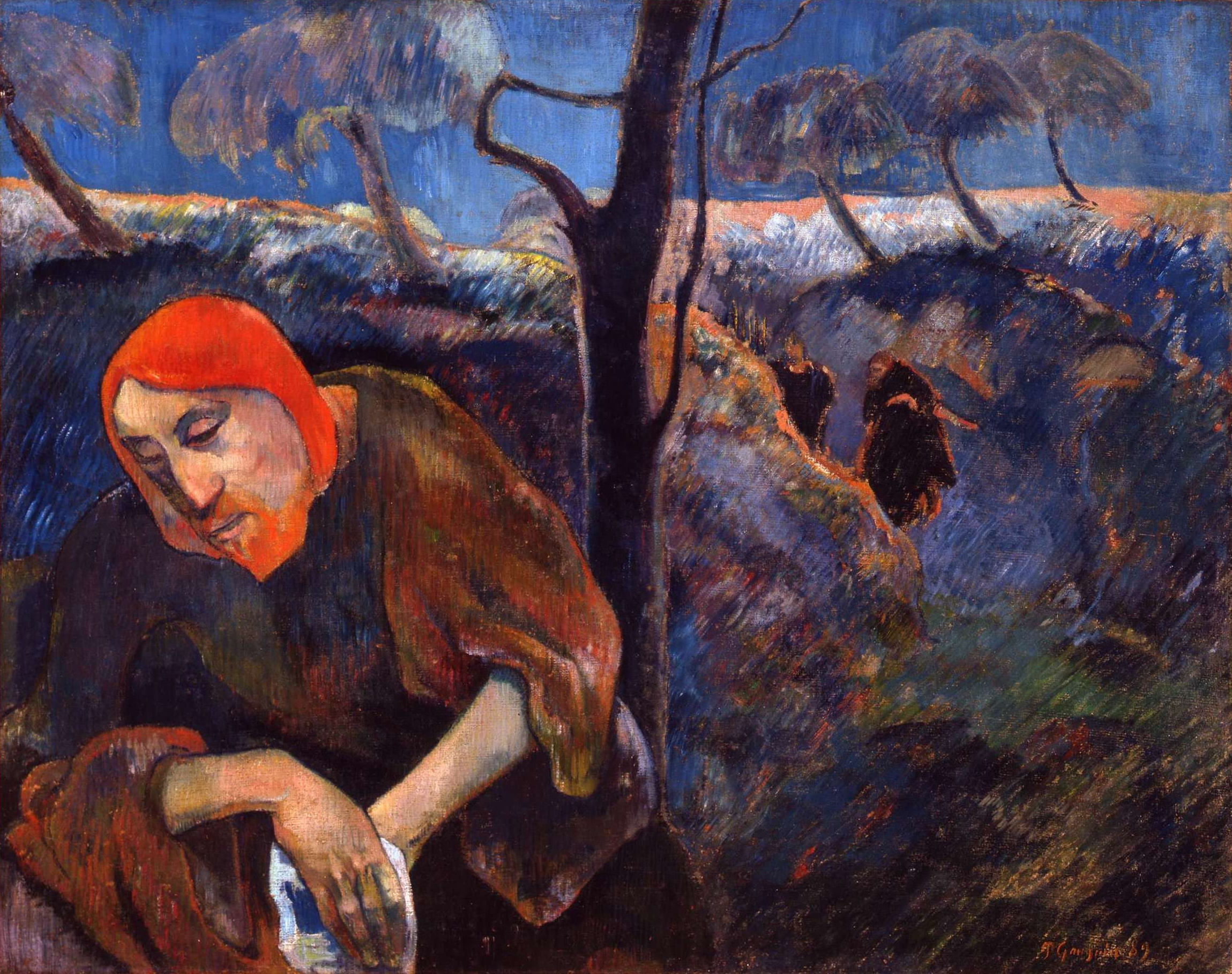
ゲツセマネの園で祈るイエス（ポール・ゴーギャン作）

ゲツセマネの祈り（ゲツセマネのいのり）は、共観福音書（マタイ・マルコ・ルカの3福音書）に見られるイエス・キリストがオリーブ山の麓にあるゲツセマネの園で十字架刑に処せられる前夜に祈った祈りである。「オリーブ山の祈り」とも呼ばれる。

## 内容
イエスがエルサレムで弟子たちと最後の食事をした後、エルサレム東郊に位置するオリーブ山にあるゲツセマネの園へ向かい、そこで夜を過ごした。マタイ・マルコ・ルカの3福音書（共観福音書）によれば、悲しみもだえたイエスはその場で十字架刑を受けることの苦悩を祈るが、見張りを頼まれた弟子たちは眠ってしまい、イエスから叱責された。3度祈った後にイエスは決心して、自ら逮捕されるために進んでいったという。

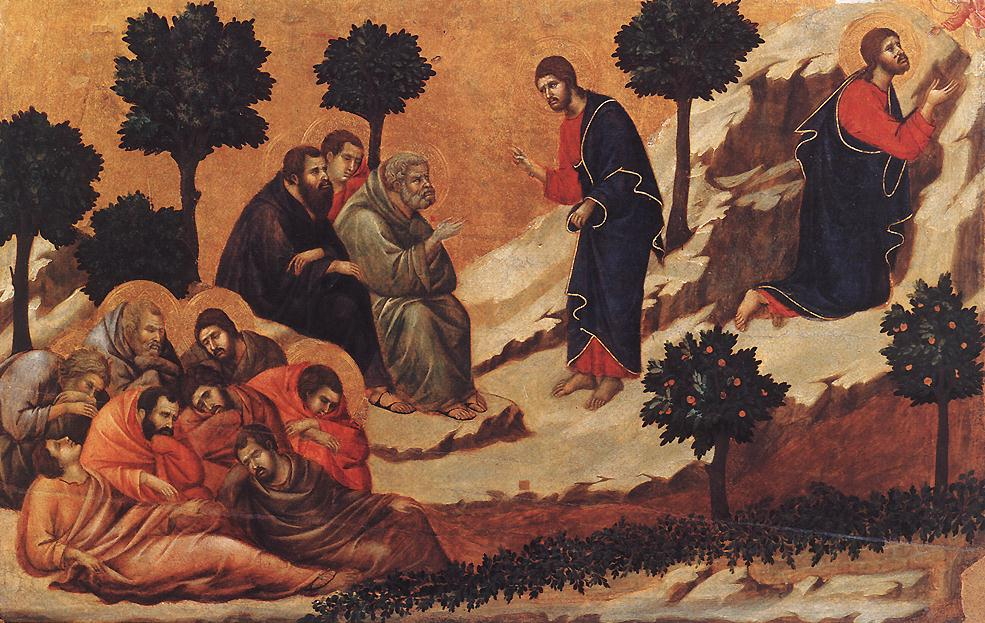
眠っている弟子たちを起こそうとするイエス（ドゥッチョ作）

『マルコによる福音書』（14:32-42）はこの出来事に関して以下のように述べている。

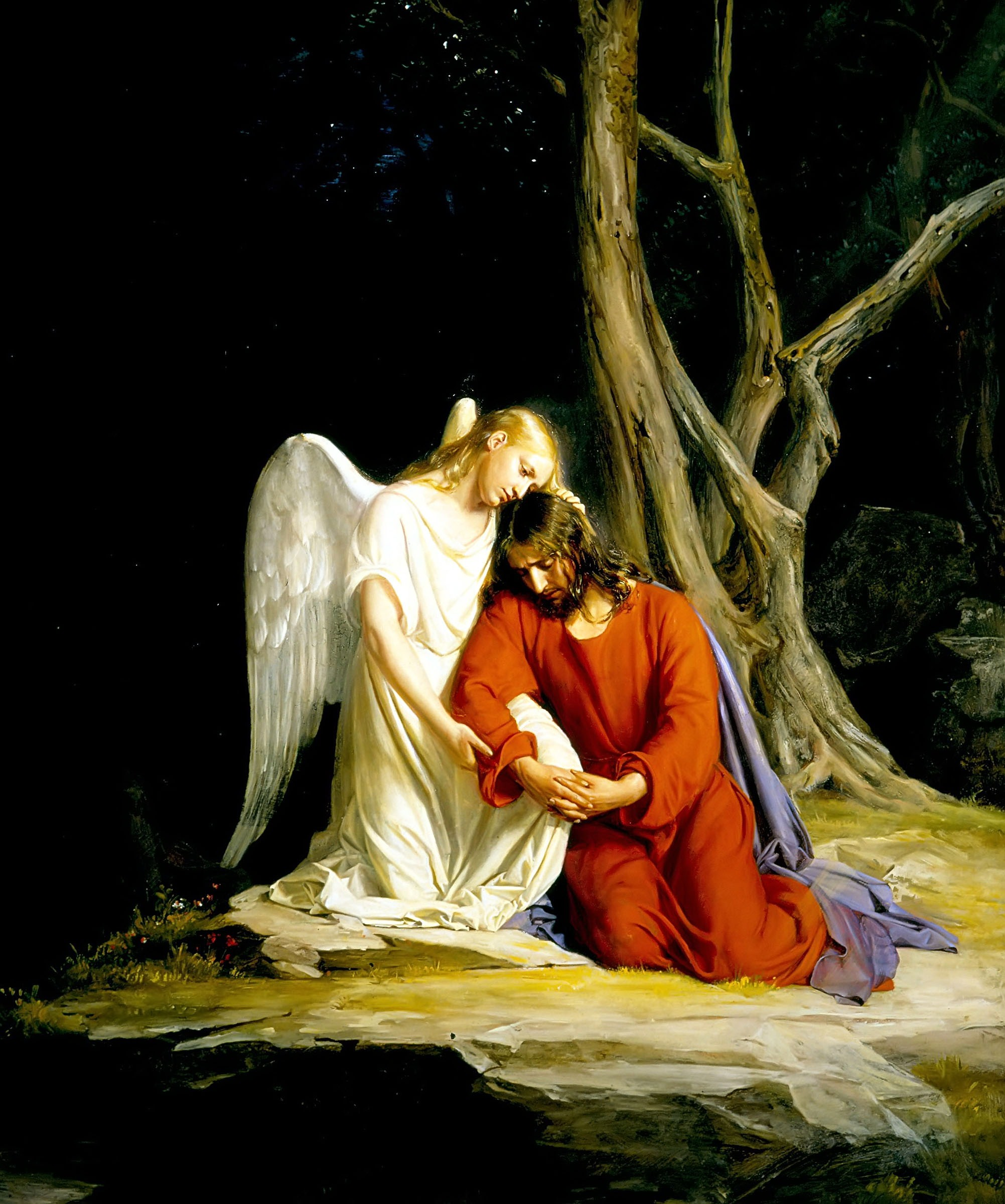
天使に慰められるイエス（カール・ハインリッヒ・ブロッホ作）

『マタイによる福音書』（26:36-46）ではこれとほぼ同じ記事が見られる。一方で、『ルカの福音書』（22:39-46）では以下のようにある。
『ヨハネによる福音書』では以上の記事が見られず、イエスがケデロンの谷の向こう側にある園（『ルカ』と同様に「ゲツセマネ」という名前は使われていない）へ向かう途中に弟子と後世の信者のために祈りを捧げる場面が記されている（17:1-26）。共観福音書におけるゲツセマネの祈りに相当する言葉が出てくるのは最後の晩餐の直前の以下の出来事である（12:20-36）。
また、イエスが逮捕される際に、それを止めようとしたペテロに対して「父がわたしに与えた杯は飲むべきではないか」と言っている（18:11）。

## 考証・解説

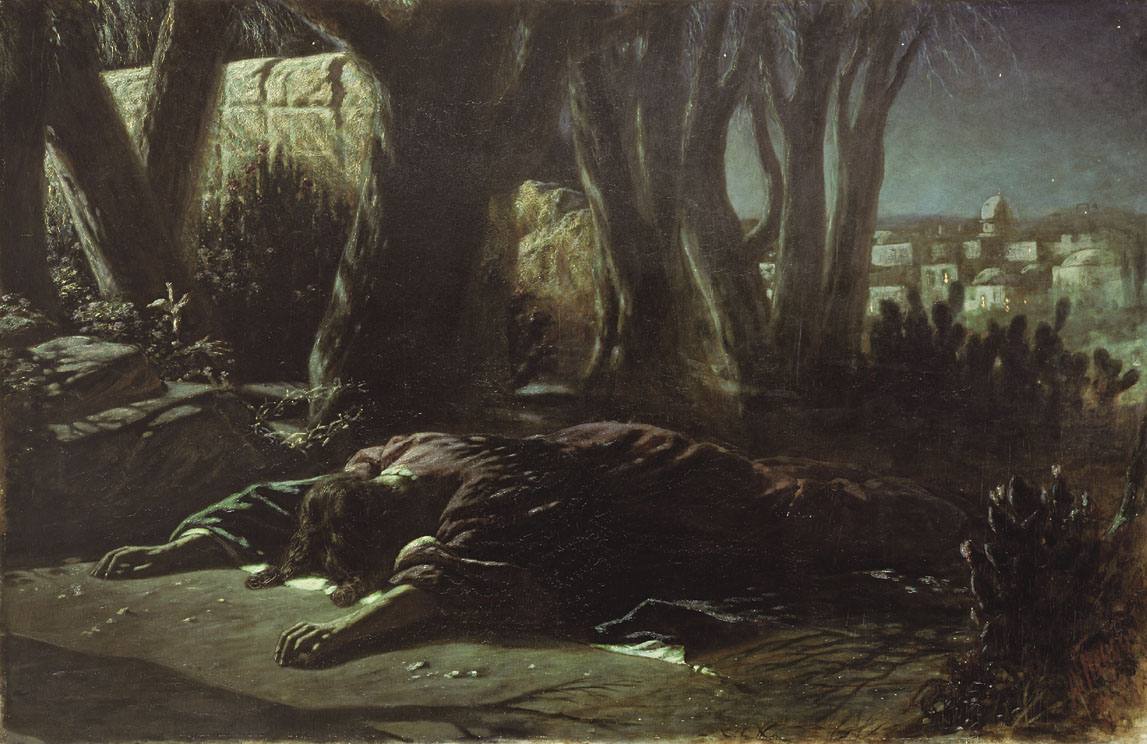
地面にひれ伏したイエス（ヴァシリー・ペロフ作）

### 『マルコ』の記事について
『マルコによる福音書』におけるゲツセマネの祈りの記事では意味が重複している表現がいくつか見られる。
- 「彼らはオリーブ山へと出て行った」（14:26）―「彼らはゲツセマネという名の場所にやって来た」（14:32）
- 「わたしが祈っている間、ここに座っていなさい」（14:32）―「ここにとどまって、見張っていなさい」（14:36）
- 「ひどく心配し、苦悩し始めた」（14:33）―「わたしの魂は死ぬほどに深く悲しんでいる」（14:34）
- 「もしできることなら、その時が自分から過ぎ去るようにと祈った」（14:35）―「この杯をわたしから取り除いてください」（14:36）
- 「やって来て、彼らが眠っているのを見つけて」（14:37）―「もう一度戻って来て彼らが眠っているのを見つけた」（14:40）
- 「人の子は罪人たちの手に売り渡される」（14:41）―「見よ、わたしを売り渡す者が近づいて来た」（14:42）

このことから、『マルコの福音書』に見られる記事はイエスの祈りにまつわる2つの伝承（原資料）を一つに組み合わせたものという説が提唱されている。ただし、どの句がどの原資料に属するかについては意見が微妙に異なる。
| 著者                             | 原資料A                                 | 原資料B                          |
| -------------------------------- | --------------------------------------- | -------------------------------- |
| R. ティール（1938年）            | 14:33, 34, 35a, 36, 37, 38              | 14:32, 39, 35b, 40, 41a          |
| E. ヒルシュ（1951年）            | 14:34, 35, 37, 42                       | 14:32, 36, 38a, 41               |
| K.G.クーン（1951年）             | 14:32, 35, 40, 41                       | 14:33, 34, 36, 37, 38            |
| P.ベノワ（1962年）               | 14:32a, 34b, 32b, 35, [40-41a], 41b, 42 | 14:33, 34ac, 39, 36, 37, 38      |
| M.-E.ボワスマー（1972年）        | 14:26, 32b, 35a, 36, 40, 41             | 14:32a, 33, 34b, 38, 39.36, 37   |
| J.W.ホレラン（1973年）           | 14:32, 33b, 30, 40, 41, 42a             | 14:33a, 34, 39a, 36, 37, 38      |
| X.レオン・デュフォー（1979年）   | 14:32, 33b, 35, 40, 50                  | 14:33a, 34, 36, 37               |
| D.スタンリー（1980年）           | 14:32, 33b, 35, 40, 41, 42a             | 14:26b, 33a, 34, 36, 37, 38      |
| J.マーフィー・オコナー（1998年） | 14:26b, 32b, 35, 40a, 41, 42            | 14:32a, 33a, 34, 36, 37, 38, 40b |

ジェローム・マーフィー・オコナーは、悲しみと恐怖に襲われて地面に倒れてしまうイエスを描く「原資料A」（英：Source A）のほうが古く、それに対してもっと冷静なイエスが出てくる「原資料B」（Source B）は「A」への反動として後に成立したものであるとしている。また、イエスが祈った場所をオリーブ山にある「ゲツセマネ」で、連れて行った弟子をペトロとヤコブとヨハネの3人と明示する「B」のほうが「A」よりも整えられているという指摘もしている。
| 原資料A | 原資料B |
| --- | --- |
| 彼らはオリーブ山へと出て行った。 そして彼は弟子たちに言った、「わたしが祈っている間、ここに座っていなさい」。 すると彼はひどく心配し、苦悩し始めた。 少し進んで行って地面にひれ伏し、もしできることなら、その時が自分から過ぎ去るようにと祈った。 戻って来て、彼らが眠っているのを見つけた。彼らの目は非常に重くなっていたのである。 彼らに言った、「なお眠って、休息をとりなさい。もう十分だ。時が来た。（…）立ちなさい、さあ行こう。見よ、わたしを売り渡す者が近づいて来た」。 | 彼らはゲツセマネという名の場所にやって来た。 彼はペトロとヤコブとヨハネを伴って行き、彼らに言った、「わたしの魂は死ぬほどに深く悲しんでいる。ここにとどまって、見張っていなさい」。 すると彼は言った、「アッバ、父よ、あなたにはすべてのことがおできになります。この杯をわたしから取り除いてください。それでも、わたしの望むことではなく、あなたの望まれることを」。 やって来て、彼らが眠っているのを見つけて、ペトロに言った、「シモンよ、眠っているのか。一時間も見張っていられなかったのか。あなた方は誘惑に陥らないよう、見張って、祈っていなさい。霊はその気でも、肉体は弱いのだ」。 そして彼らは、彼に何と答えたらよいか分からなかった。 |

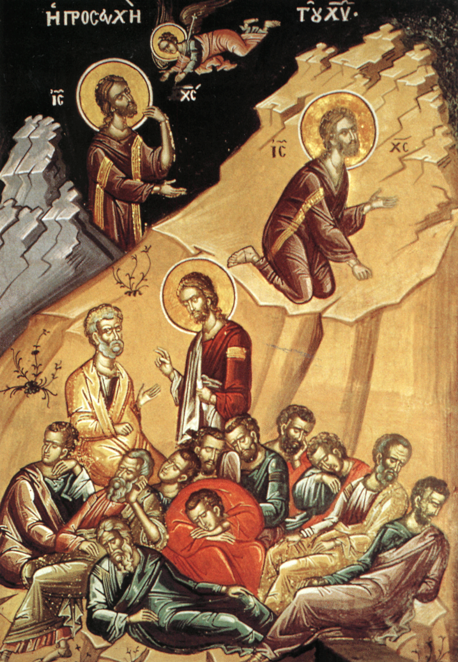
オリーブ山でのイエスの祈り（大メテオロン修道院の壁画）

この説では、原形伝承ではイエスが1度しか祈っていなかったとされているが（ルカ22:39-46参照）、マルコが2系統の伝承を結合した際にイエスが祈った回数を3回に増やし、「再び離れて行き、同じ言葉で祈った」「三度目にやって来た」という文章を付け加えたとされている。
なお、レイモンド・ブラウンのようにこの説を否定する聖書学者もいる。

### 血の滴りのような汗

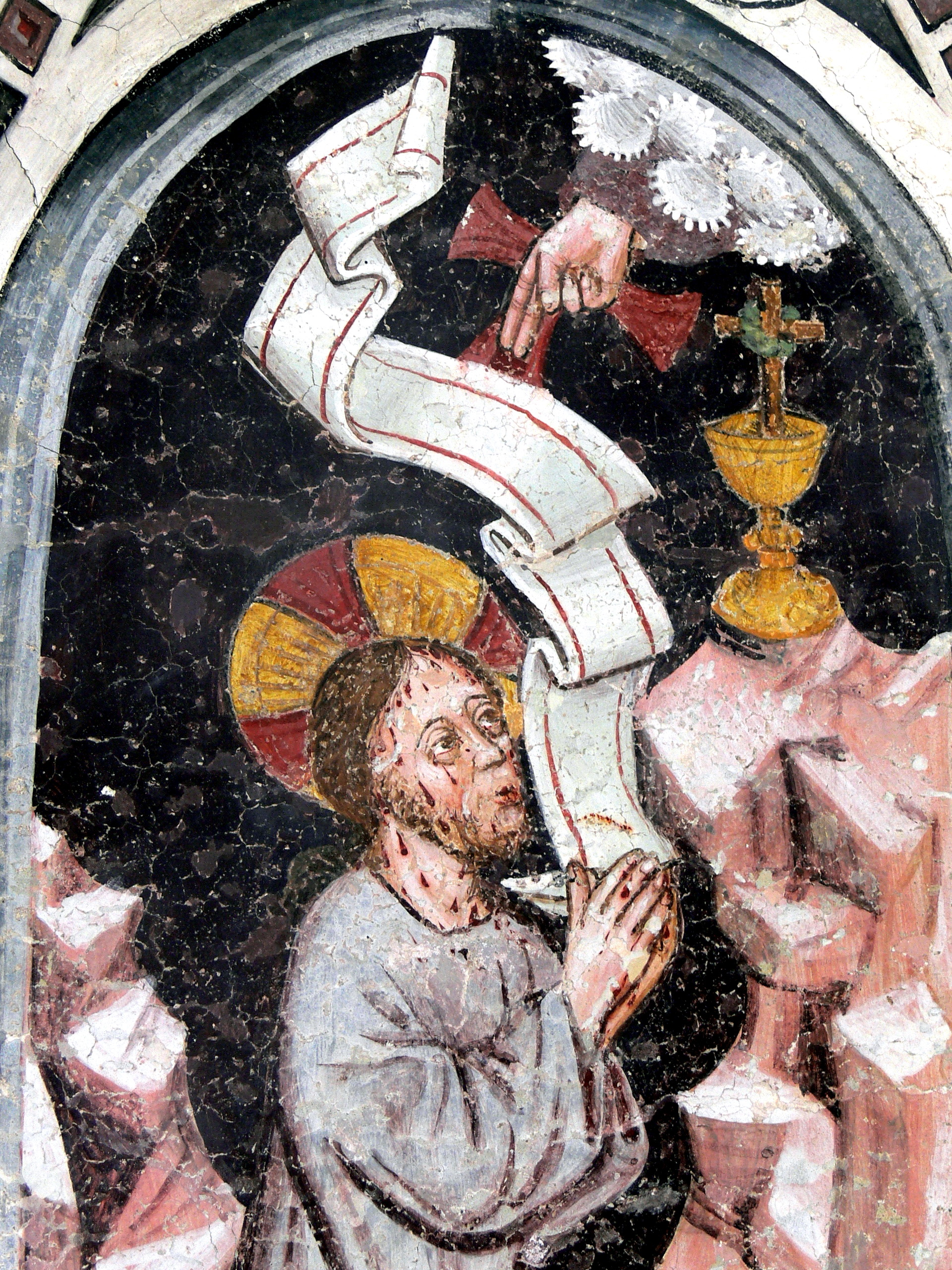
血の汗をかくイエス

『ルカによる福音書』では、イエスが熱烈に祈ったためその汗が血の滴りのように地面に零れ落ちたという。一説では、これがイエスが極度のストレスで血汗症になったことを意味する。ただし、「血の滴り」を直喩として捉える解釈もあり、この文句は単に「イエスは大いに汗をかいた」と意味するという見解もある。この説では、ルカがイエスの汗のかいた姿を激しい競技に挑むアスリートに例えているとされている。そもそも「もだえ苦しみ」と訳されるギリシア語の単語「アゴーニア」（ἀγωνία）には試合（アゴーン、ἀγών）の前に準備する選手が経験する「緊張」という意味も込められているいう指摘がある。
なお、この句を含まない写本も多く、教父の時代からしばしば話題になっていた。実際にはこの文章を基にイエスを「不幸を冷静に耐えることもできない惨めな人」と批判したユリアヌス帝に対して、アレクサンドリアのキュリロスが『ルカ福音書』にはそのような句はないと主張したが、キュリロスを引用したアンティオキアのセウェルス（538年没）は「アレクサンドリアにある写本にはないが、アンティオキアや他所の写本にはあって、これについて言及する教父もいた」という旨の指摘を補足した。なお、2世紀に生きたユスティノスやエイレナイオスの著作にはこの句への言及と見られる箇所があり、少なくとも当時からこれを含む写本があったことがうかがえる。今でもこの句に関して聖書学者の意見が分かれており、天使に慰められ苦しみもだえるイエスがあまりにも貧弱に見えるため一部の写本では削除されたとする説と、イエスの肉体性を否定する仮現説に反対するために追加されたとする説が挙げられている。

## 現在

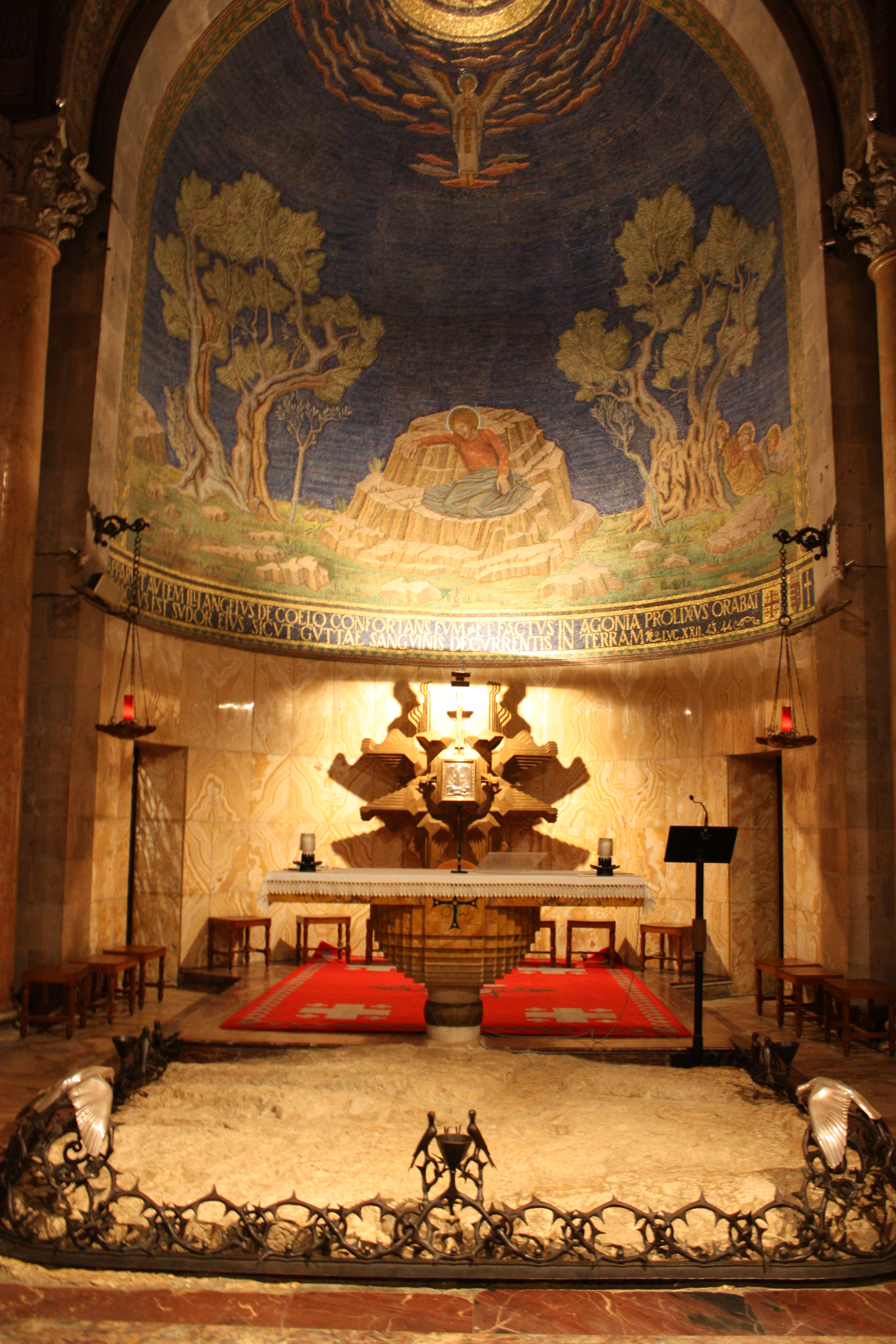
万国民の教会にある祭壇と岩（エルサレム）

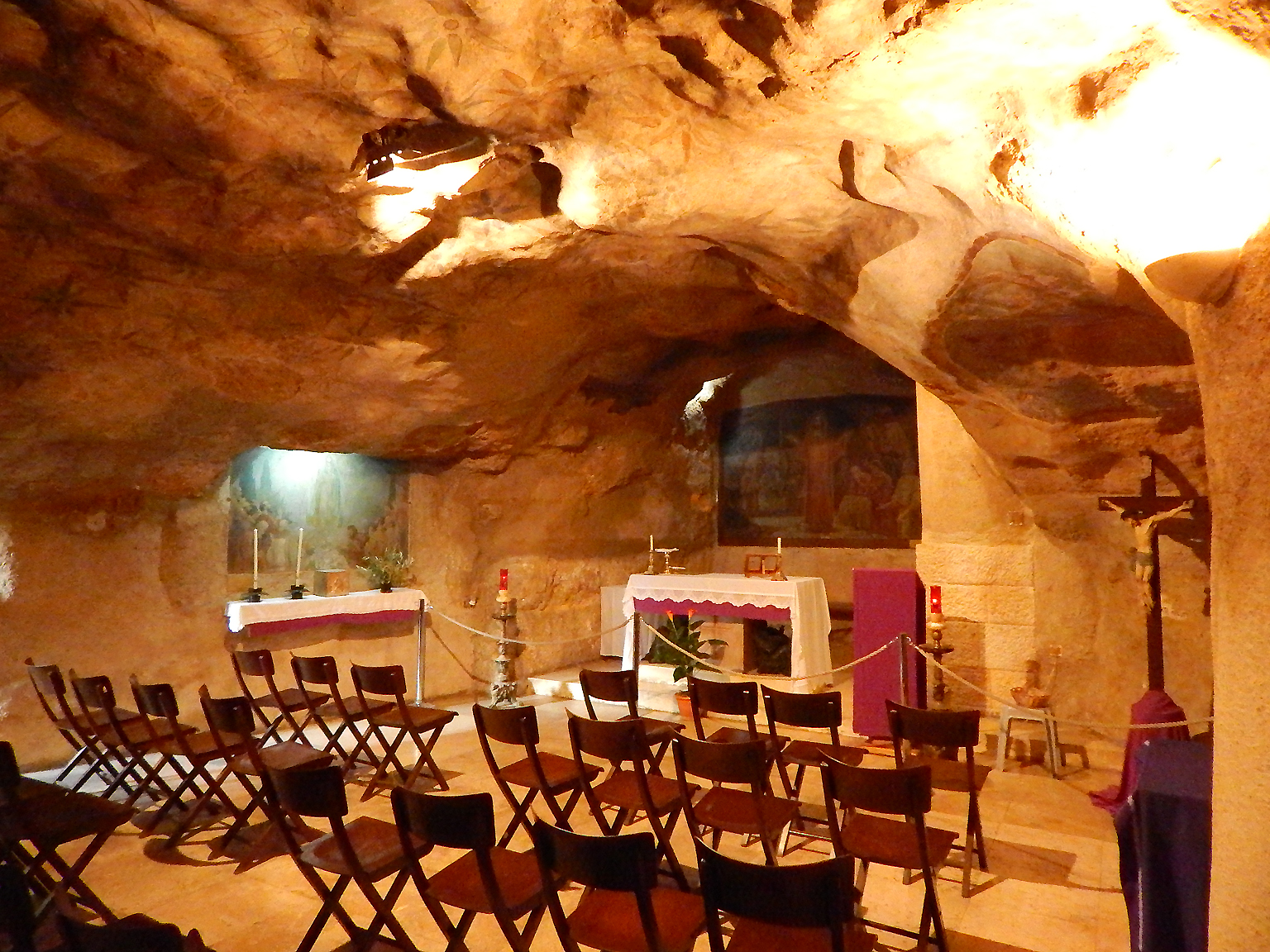
ゲツセマネの洞窟

オリーブ山の西麓には「万国民の教会」（英：Church of All Nations）と呼ばれるフランシスコ会の教会があり、福音書にみられるゲツセマネの園と比定されている。教会内にはイエスが祈ったといわれる岩が祭壇の前にある。元々この場所にあった教会（4世紀後半創建）は8世紀頃に起こった地震で倒壊して、十字軍時代に新たな教会が建てられるも1345年以降に廃墟になった。現在の教会は1919年から1924年にかけて建てられたものである。
ここから90メートル離れた場所にはイエスが逮捕された場所とされる洞窟があって、洞窟の壁には搾油機の跡と見られるくぼみ（切り込み）がある。考古学者のジョアン・E・テイラー（1995年）は、この洞窟こそがイエスたちが滞在したゲツセマネ（アラム語では「オリーブの油搾り」）であるという説を唱えている。

## この場面を扱った作品
イエスの生涯を題材にした映画ではゲツセマネでの祈りが定番と言えるほど描写される場合が多く、ここでは代表的な例のみを取り上げる。
- 『ジーザス・クライスト・スーパースター』- 第2幕の「ゲッセマネの園」では、ジーザス（イエス）は自分が持っていた確信はもうないと訴え、自分の死には意味があるのかと神に問う。1973年の映画化ではイエスの受難を描いた絵画のモンタージュがある。
- 『パッション』（メル・ギブソン監督、2004年）- ゲツセマネの祈りの場面から始まる。